# Unieboż
Unieboż, *Uniebog – staropolskie imię męskie. Składa się z członu Unie- ("lepszy") i -boż ("Bóg", ale pierwotnie "los, dola, szczęście"). Pierwotna forma tego imienia najprawdopodobniej brzmi Uniebog, zaś forma Unieboż jest zapisem imienia zdrobniałego, uformowanego przy użyciu przyrostka -jь, pod wpływem którego wygłosowe -g z początkowego *Uniebog przeszło w -ż. Imię to mogło oznaczać "ten, co ma lepszy (od innych) los". 
Uniebog imieniny obchodzi 10 listopada.